# Aleksandr Vdovin
Aleksandr Vdovin (Russisch: Александр Вдовин; Votkinsk, 21 augustus 1993) is een Russisch wielrenner die anno 2018 rijdt voor Lokosphinx, waar hij ploeggenoot is van zijn tweelingbroer Sergej.

## Carrière
In 2014 maakte Vdovin, samen met zijn tweelingbroer, de overstap naar Lokosphinx, de ploeg waar zij in 2013 als stage hadden gelopen. Namens die ploeg was hij in 2016 de beste in het jongerenklassement van de Ronde van Portugal.

## Overwinningen
2016
Jongerenklassement Ronde van Portugal
2018
3e etappe Ronde van Iran (Azerbeidzjan)

## Ploegen
- 2013 –  Lokosphinx (stagiair vanaf 1-8)
- 2014 –  Lokosphinx
- 2015 –  Lokosphinx
- 2016 –  Lokosphinx
- 2017 –  Lokosphinx
- 2018 –  Lokosphinx

Botsjkov · Karpenkov · Neoestrojev · Rybalkin · Sjaloenov · Sjilov · Sokolov · Svesjnikov · A.Vdovin · S.Vdovin
Belych · Ivsjin · Karpenkov · Neoestrojev · Samolenkov · Sjilov · Sokolov · Strachov · A.Vdovin · S.Vdovin · Zjoeravlev
Ivsjin · Jevtoesjenko · Samolenkov · Sjilov · Sokolov · Stasj · Strachov · A.Vdovin · S.Vdovin · Zakarin
Jevtoesjenko · Samolenkov · Sokolov · Stasj · Strachov · Svesjnikov · A. Vdovin · S. Vdovin